# Дорога до Оксіани
«Дорога до Оксіани» (англ. Road to Oxiana) — мандрівний щоденник британського письменника і мистецтвознавця Роберта Байрона, опублікований у 1937 році. Вважається одним з найвпливовіших зразків подорожньої літератури XX століття. Книга описує подорож автора з 1933 по 1934 рік через Середній Схід до Афганістану та околиць річки Окс (давня назва річки Амудар'я).

## Зміст
Книга складається з датованих записів, які охоплюють період з весни 1933 по літо 1934 року. Подорож починається в Європі й веде автора через Середземномор’я, Близький Схід, Персію (сучасний Іран), Герат, Балх, Мешхед, Тегеран, Ісфаган і завершується у внутрішніх районах Афганістану — зокрема в Бактрії, поблизу річки Амудар'я, яку давні греки називали «Оксус», звідки й походить назва книги.

### Відправлення: Європа та Середземномор’я
Подорож починається з Італії, звідки Байрон вирушає морем до Греції та Леванту. У цих початкових записах помітна захопленість візантійською архітектурою, зокрема монастирями Афона. Цей етап задає тон книзі як поєднанню естетичного і культурного аналізу з гумористичними нотатками про транспорт, людей і умови подорожі.

### Левант та Близький Схід
Далі маршрут пролягає через Сирію, Палестину та Ірак. Байрон спостерігає занепад стародавніх міст, британське колоніальне управління та перші прояви модернізації на Сході. Особливо цікавими є сцени з Багдада та Мосула, які подано крізь призму іронії та постколоніальної критики.

### Персія (сучасний Іран)
Центральна частина книги присвячена Персії, зокрема містам Ісфаган, Єзд, Мешхед, Тегеран, Персеполь. Тут Байрон сягає апогею свого стилістичного і дослідницького підходу: він описує мечеті, мавзолеї, мінарети та куполи з увагою до кожної архітектурної лінії, кольору й композиції. Поряд із цим — критика шахського режиму, соціальних контрастів і бюрократії. Особливу увагу він приділяє мистецтву Сефевідів.

### Афганістан: Герат, Балх і Бактрія
Заключний етап маршруту — подорож до Афганістану. Байрон перетинає Герат, відвідує руїни Балха, затримується у Калаї Нау через сувору зиму, де веде щоденні записи й хворіє. Саме тут з’являється знамените посилання на Пруста і «зараження» стилю надмірною деталізацією. Ця частина тексту емоційно найнасиченіша — від відчаю до естетичного захвату.

Подорож завершується поблизу річки Оксус, символічного центру всієї книги. Це не лише географічна мета мандрівки, а й метафізичний пункт — перетин культур, релігій та епох. Байрон зображає цей регіон як осердя культурної спадщини, де зіткнулись впливи Еллінизму, Ісламу й буддизму.

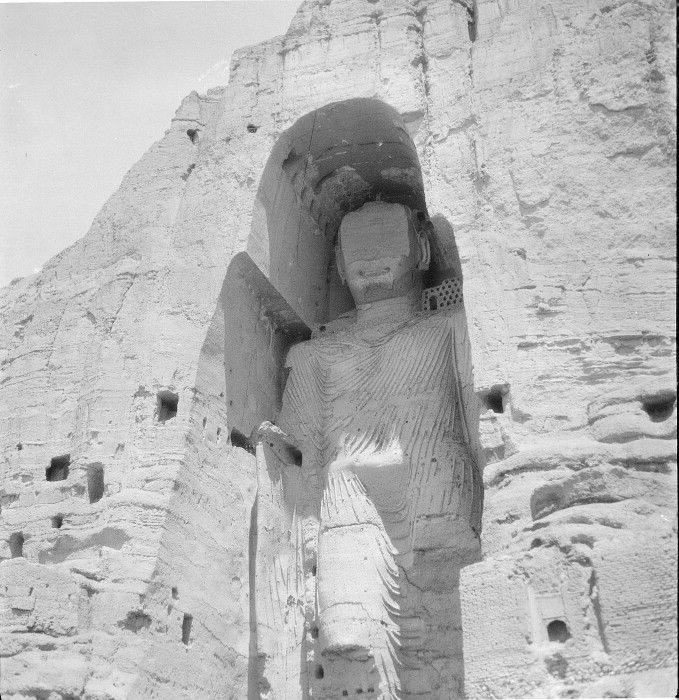
Фото Баміанської статуї Будди.
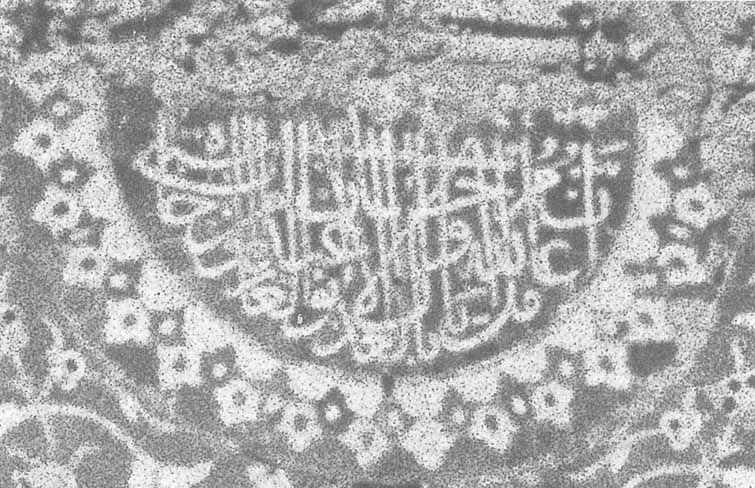
Балх, святиня Абу Насра Парси, деталь напису на фундаменті.
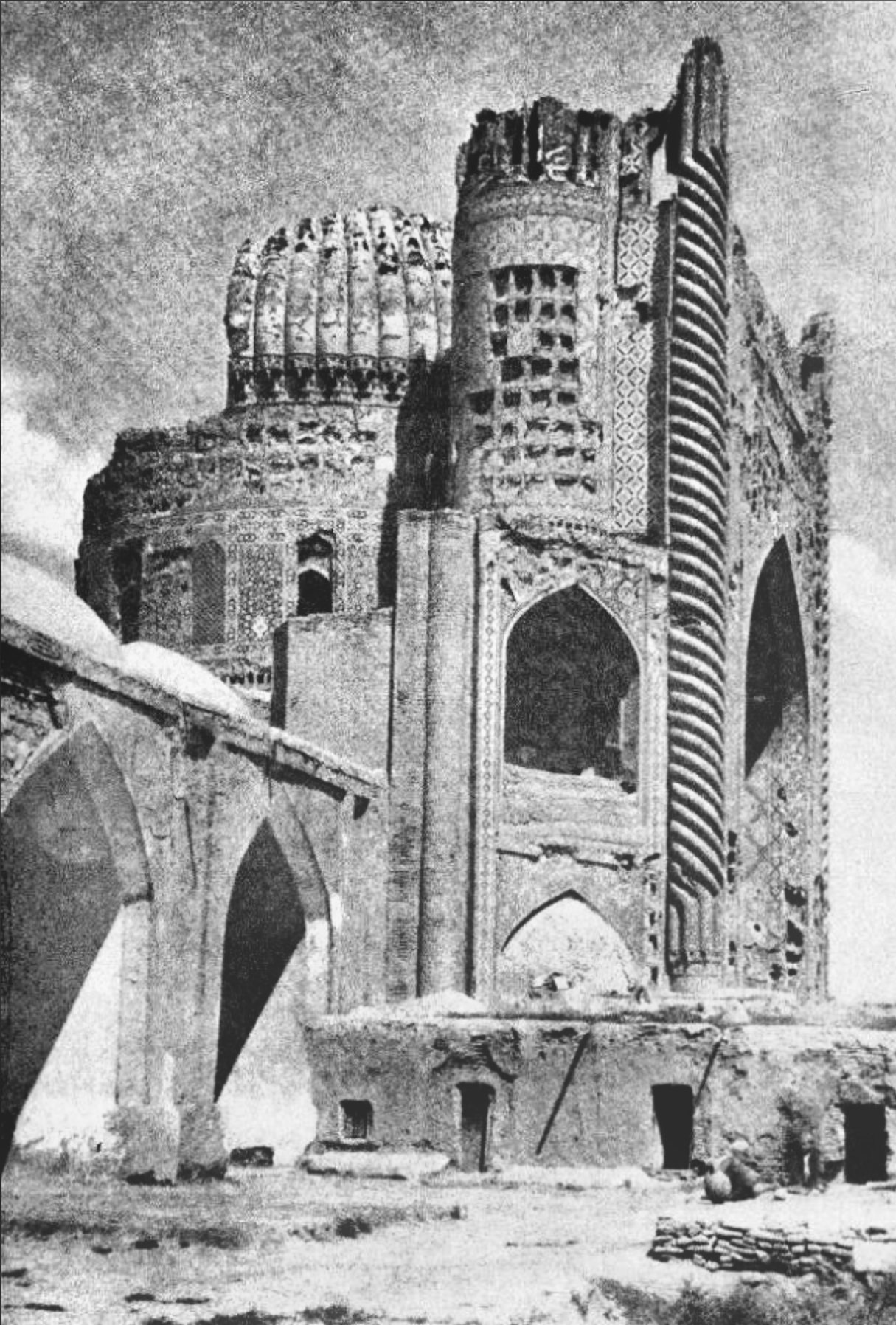
Зелена мечеть, Балх, Афганістан, 1934 рік
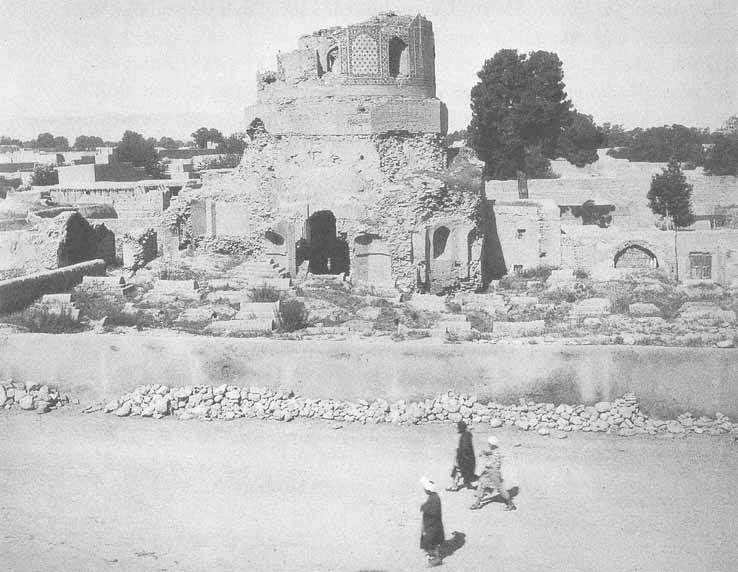
Гробниця Кістан Кара Солтан (друга половина XVI століття), східний фасад. Мазарі-Шариф, фотографія 1934 року.
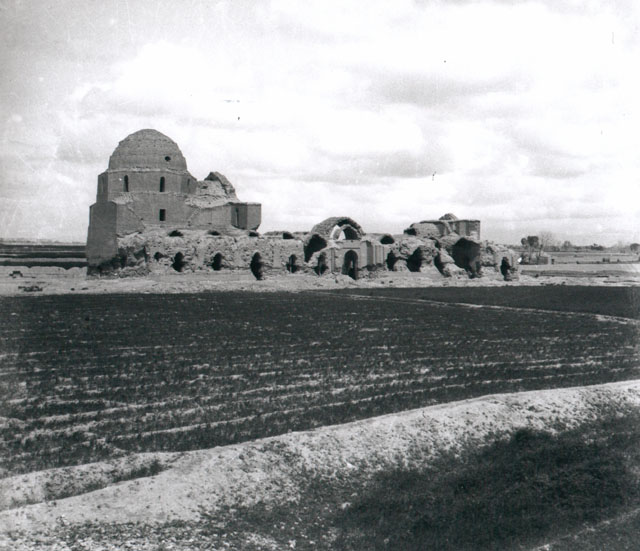
Мечеть у Вараміні. На фото зображено будівлю до ремонту.

## Історія створення
Попри те, що «Дорога до Оксіани» написана у формі подорожнього щоденника, її структура оманлива: книга не є безпосереднім записом подорожі, а результатом трирічної інтенсивної літературної праці після повернення Роберта Байрона до Англії. Як згадує його друг Гарольд Актон, автор доклав чималих зусиль, «щоб досягти ефекту спонтанності». Байрон свідомо стилізував текст як імпровізовані щоденні нотатки — але насправді це складна літературна композиція, у якій кожна деталь ретельно продумана.
Під час подорожі 1933–1934 років Байрон вів записи, фотографував архітектуру, хворів, переживав ізоляцію — зокрема взимку, коли опинився заблокованим снігами в афганському містечку Калаї Нау. Там він розпочав перші чернетки майбутньої книги. В одному з записів він іронізує: «Останні три дні читаю Пруста — і починаю помічати, як у щоденник повзе інфекція надмірної деталізації».
Фінальна версія книги постала як складний колаж: у текст вплетено газетні вирізки, оголошення, уривки листів, офіційні документи, діалоги, політичні нотатки, історико-мистецькі есе, а також вигадані розмови. Сам Байрон був поганим знавцем іноземних мов — його приятель Крістофер Сайкс писав, що «всі неанглійські діалоги в книзі вигадані». Це, однак, не применшує цінності твору: Байрон перетворює реальні чи й вигадані сцени на майстерно виписані драматичні мініатюри з глибоким підтекстом.

## Основні теми твору
У «Дорозі до Оксіани» переплітаються кілька основних тем:
- Архітектура — одна з головних пристрастей Байрона. Він детально описує персидські мечеті, медресе, мавзолеї, особливо захоплюючись спадщиною Сельджукідів, Сефевідів і Тимуридів. Його описи архітектурних елементів мають велику цінність для істориків мистецтва, особливо тому, що деякі пам’ятки пізніше були зруйновані або занедбані.
- Політика та суспільство — Байрон критикує модернізаційні зусилля шаха Рези Пехлеві, які, на його думку, нищили культурну спадщину країни. Він з гумором і критикою пише про бюрократію, цензуру, обмеження свободи слова, а також роздуми про авторитаризм в Ірані, СРСР, Італії та інших країнах.
- Гумор і іронія — важливий стильовий елемент щоденника. Байрон висміює абсурдні ситуації з подорожей: зіпсовані дороги, прикордонний контроль, мовні бар’єри, абсурдні розпорядження чиновників тощо.
- Подорож і мандри — книга передає дух британського мандрівництва міжвоєнного періоду, що поєднував пригодницький запал, орієнталістський інтерес і наукову допитливість. Однак Байрону вдається уникнути стереотипного колоніального погляду — він часто підкреслює гідність, глибину культури та красу місць, куди приїздить.
- Особисті рефлексії — попри зовнішню легкість і дотепність, щоденник часто відбиває глибші роздуми про сенс подорожі, втрату культурної цілісності, європейську самозакоханість і відчуження Заходу від Сходу.

Байрон подорожує не сам — його супутником є Крістофер Сайкс (англ. Christopher Sykes), британський дипломат і письменник. Їхні діалоги, часом гротескні та іронічні, становлять важливу частину наративу, додаючи живості та інтелектуальної глибини.
Подорож завершується в Гераті, на північному заході Афганістану — історичному центрі мистецтва і культури. Саме тут Байрон знаходить, за власним визнанням, «найдосконаліші архітектурні форми», що, на його думку, варті всієї подорожі.

## Значення
Перше видання вийшло в Лондоні у 1937 році під видавництвом «Macmillan». У 1980-х роках інтерес до книги зріс, і її було перевидано в серії «Penguin Travel Library». Найвідоміше сучасне видання — «Penguin Classics» (2007 року) з передмовою британського письменника Коліна Таброна. Книга була перекладена кількома європейськими мовами, хоча український переклад наразі відсутній.
«Дорога до Оксіани» є наріжним каменем британської тревел-літератури XX століття. Письменники й мандрівники, як-от Брюс Чатвін, Патрік Лі Фермор, Колін Таброн, неодноразово посилалися на цей твір як на джерело натхнення.
Книга змінила уявлення про жанр подорожніх записок: замість поверхневих описів або колоніальної риторики Байрон запропонував глибоку аналітичну, одночасно поетичну та точну форму оповіді. Його стиль — поєднання гумору, ерудованості та живого репортажного письма — став зразком для численних наступників.

## Рецензії та відгуки
«Дорога до Оксіани» здобула визнання не лише як визначна книга подорожей, але й як один із ключових текстів англомовної літератури XX століття. Її високо оцінювали як літературознавці, так і мандрівники. Американський літературний критик Пол Фассел писав, що «Дорога до Оксіани» є для літератури подорожей тим самим, чим «Улісс» Джойса є для роману міжвоєнного періоду, а «Спустошена земля» Еліота — для поезії: «Це тріумф жанру, справжній літературний прорив».
Британський мандрівник і письменник Брюс Чатвін вважав цю книгу «священним текстом, що стоїть поза критикою». У вступі до одного з видань він згадував, що носив свій примірник з собою з п’ятнадцяти років, і той був «без палітурки та залитий водою після чотирьох подорожей Центральною Азією».
Інший британський дипломат і біограф Байрона, Крістофер Сайкс, назвав книгу «дослідженням витоків ісламського мистецтва, поданим у формі однієї з найрозважальніших книжок подорожей сучасності». Він додав, що вона написана з такою легкістю й чарівністю, що «більшість сучасних читачів не змогли розпізнати в ній серйозний і оригінальний внесок у ісламознавство».
Оцінки критиків та літературознавців лише зросли з роками: сьогодні «Дорога до Оксіани» часто включається до списків найкращих книг подорожей усіх часів. Її стиль, поєднання інтелектуальної глибини з гумором і спостережливістю, вважається взірцем для тревел-літератури нового типу — есеїстичної, саморефлексивної та естетично витонченої.

## Цікаві факти
- Назва «Oxiana» — поетична форма латинського Oxus, античної назви річки Амудар'я.
- Подорож Байрона проходила в період політичних змін у регіоні: реформ шаха Рези Пехлеві в Ірані, напруженості в Афганістані та британського колоніального впливу в Індії.
- Байрон мав фотоапарат Leica, яким документував архітектурні пам’ятки; багато з цих фотографій увійшли до архівів британських музеїв.
- Деякі будівлі, описані в книзі, були знищені або серйозно пошкоджені пізніше (зокрема внаслідок радянської інтервенції в Афганістані та Іранської революції).